# Nexus 6
Nexus 6 – (nazwa kodowa Shamu) - pierwszy z phabletów serii Nexus, produkcji firmy Motorola, z ekranem o przekątnej niespełna sześciu cali. Na rynek wszedł w listopadzie 2014 roku
Podstawowe parametry:

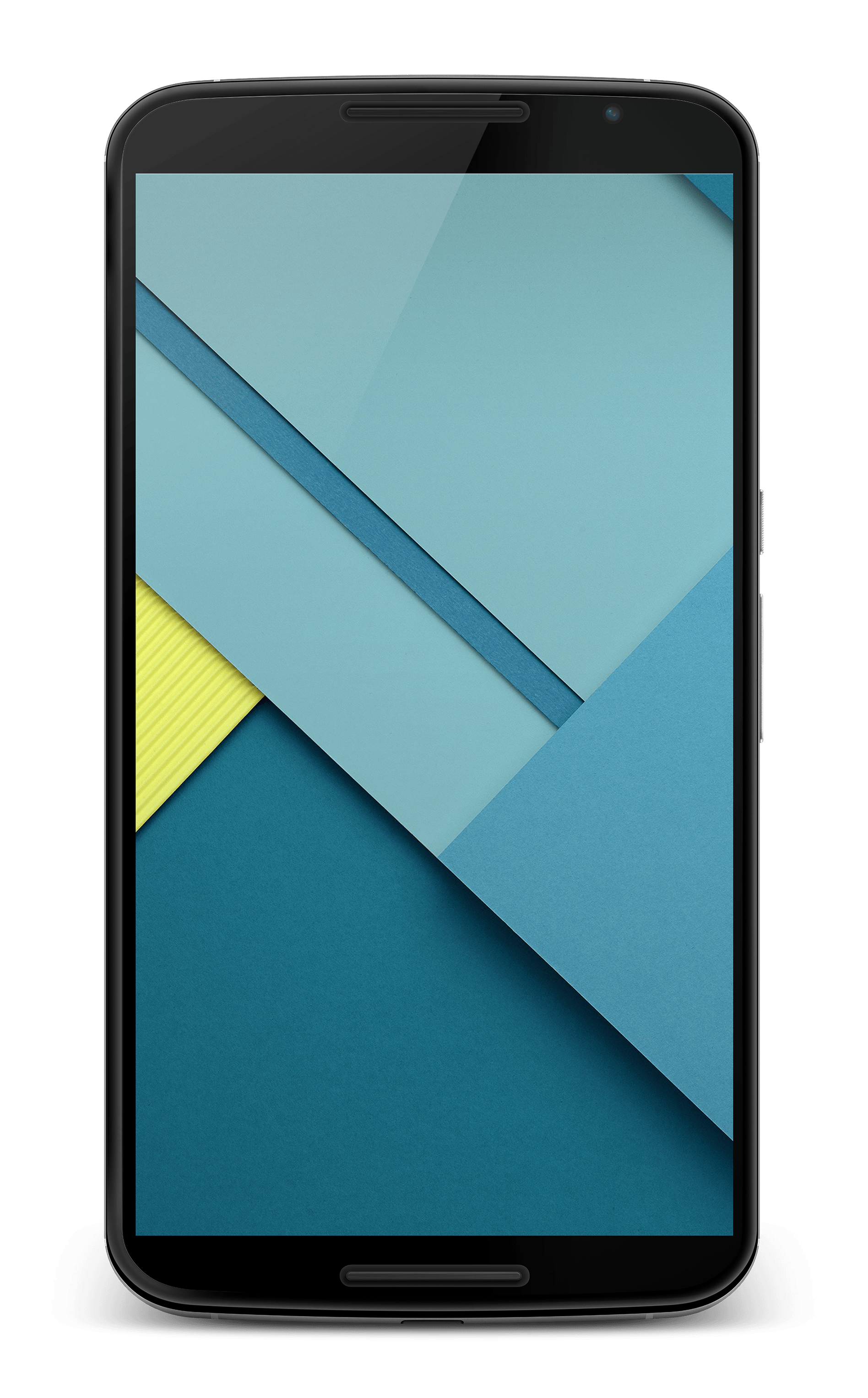
Nexus 6 z androidem Lollipop.

- Wyświetlacz: 5,96" 1440×2560 pikseli (493 ppi) Quad HD AMOLED PenTile (RGBG);
- Wymiary (wys. x szer. x grub.) 159,26 x 82,98 x 10,06 mm;
- Waga: 184,00 g;
- Procesor: Qualcomm Snapdragon 805 - Quad Core 2,7 GHz;
- Modem: Qualcomm MDM9625M;
- Dwa aparaty foto: 
  - główny ("tylny" - rear) 13 Mpx z obiektywem o jasności f/2.0 i funkcją stabilizatora obrazu;
  - pomocniczy ("przedni" - front) 2 Mpx;
- Bateria: 3220 mAh z technologią "turboładowania" (Turbo Charging);
- Procesor graficzny (GPU): Adreno 420;
- Pamięć: 
  - zasadnicza 32 lub 64 GB;
  - RAM 3 GB;
- Głośniki: dwa, skierowane do przodu, stereo.
- Kompatybilność: Domyślnie Android 5.0 z możliwością aktualizacji do 7.1.1 Nougat

## Następca
Nexus 6 miał formalnie dwóch następców: Nexusa 5X i Nexusa 6P. Pierwszy z nich był mocno krytykowany głównie za wydajność oraz zastosowanie Snapdragona 810, który się często przegrzewał.